# Dictatura militară din Grecia
Dictatura militară din Grecia sau Regimul Coloneilor a fost o dictatură militară de dreapta care a condus Grecia din 1967 până în 1974. Pe 21 aprilie 1967 un grup de colonei au dat Lovitura de stat de la 21 aprilie, prin care au răsturnat guvernul interimar cu o lună înainte de alegerile programate, în care Uniunea Centristă a lui Georgios Papandreou era favorită să câștige.
Dictatura a fost caracterizată prin politici culturale de dreapta, anticomunism, restricții asupra libertăților civile și închisoarea, tortura și exilul oponenților politici. A fost condusă de Georgios Papadopoulos din 1967 până în 1973, dar o încercare de a-și reînnoi sprijinul într-un referendum din 1973 asupra monarhiei și democratizarea treptată a fost încheiată printr-o altă lovitură de stat a lui Dimitrios Ioannidis, care a condus-o până când a căzut regimul pe 24 iulie 1974 sub presiunea invaziei turcești asupra Ciprului, ducând la Metapolitefsi („schimbarea regimului”) (în greacă Μεταπολίτευση) la democrație și înființarea celei de A Treia Republici Elene. 